# Die Eremiten
Die Eremiten ist ein expressionistisches Gemälde des österreichischen Malers Egon Schiele aus dem Jahr 1912, das zur Sammlung Leopold in Wien gehört. Es handelt sich um ein Selbstbildnis mit Doppelgänger, mutmaßlich Gustav Klimt.

## Bildbeschreibung
Eric Kandel setzt das Gemälde in Bezug zu einem anderen Schiele-Selbstbild mit Doppelgänger, Tod und Mann (Selbstseher II) aus dem Jahr 1911, und zu einem Doppelporträt von Oskar Kokoschka, eine Farblithographie aus Die träumenden Knaben, welches Kokoschka gemeinsam mit Klimt zeigt. Während sich in Kokoschkas Werk der jüngere gegen seinen Mentor auflehnt, stützt sich oder klammert sich in Schieles Gemälde der ältere an den jüngeren Künstler, der im Vordergrund steht. Kandel konstatiert beim älteren weit offene, leere Augen, die „suggerieren, dass er blind ist“. Das Motiv des Doppelgängers beschreibt Kandel als gespenstisches Alter Ego einer Person, die sich genauso wie die Person verhalte: „Der Doppelgänger kann zwar die Gestalt eines Beschützers oder imaginären Gefährten annehmen, aber häufig ist er ein Vorbote des Todes. Im Volksglauben ist der Doppelgänger ein Phantom des Selbst – es wirft keinen Schatten und hat kein Spiegelbild.“
Das Gemälde zeigt zwei annähernd lebensgroßen Gestalten, die durch das dunkle Kolorit ihrer Kutten zu einer Doppelfigur verschmelzen. Die linken Figur zeigt, durch die Physiognomie eindeutig zuordenbar, Egon Schiele selbst, die hintere Figur den Freund und Mentor Gustav Klimt – nach anderen Lesarten auch Franz von Assisi oder den Vater des Künstlers.
Laut Elisabeth Leopold, die dem Werk einen besonderen Stellenwert einräumte, entstand es aus Dankbarkeit Klimt gegenüber.

### Stellungnahme Schieles
Egon Schiele schrieb an seinen Sammler und Förderer Carl Reininghaus: „Es ist nicht ein grauer Himmel, sondern eine trauernde Welt in der sich die beiden Körper bewegen, sie sind in der allein aufgewachsen, organisch aus dem Boden gekommen; diese ganze Welt soll samt den Figuren das ‚Hinfällige‘ alles Wesendlichen [!] darstellen; eine einzige verdorrte Rose die ihre weiße Unschuld ausatmet, zum Gegensatz der Kranzblumen an den beiden Köpfen.“ Er betonte weiters

„„die Unbestimmtheit der Gestalten, die, als in sich zusammengeknickt gedacht sind, Körper von Lebensüberdrüssigen, Selbstmörder, aber Körper von Empfindungsmenschen. – Sehe die beiden Gestalten gleich einer dieser Erde ähnlichen Staubwolke die sich aufbauen will und kraftlos zusammenbrechen muß.““

## Provenienz
Das Gemälde wurde im Jahr 1917 bei der Ausstellung österreichischer Kunst um 5.000 Kronen angeboten, offenbar aber erfolglos. Denn das Werk wurde erst im Folgejahr aus dem Nachlass des verstorbenen Künstlers verkauft. Laut allen Standardquellen (Nirenstein 106, Otto Kallir 159, Leopold 203 und Jane Kallir 229) wurde das Gemälde von Arthur Stemmer, Wien, später London, erworben. Der Sammler konnte in den Jahren 1939 und 1940 sowohl seine Kunstwerke, darunter auch Die Eremiten, als auch sich selbst und seine Ehefrau nach London retten. Dort wurde er 1953 von Rudolf Leopold ausfindig gemacht. Im selben Jahr verkaufte Stemmer das Gemälde um 350 Pfund, was damals 25.480 Schilling entsprach, an den Wiener Sammler.